# 싸이베이 관리구
싸이베이 관리구(새북관리구, 중국어 간체자: 塞北管理区, 정체자: 塞北管理區)는 중화인민공화국 허베이성 장자커우 시에 있는 구로, 면적은 266.7km2, 인구는 24,000명이다. 시린궈러 맹 남단에 위치한다.

## 경제
목축업과 농업이 중심이다.

## 기후
연평균 기온은 1.4℃, 연평균 강수량은 400mm이다.

## 행정 구역
관리처 4개(사량쯔 관리처, 위수거우 관리처, 둥다먼 관리처, 샤오청쯔 관리처)와 자연촌 24개를 관할한다.